# Validité (logique)
Pour les articles homonymes, voir Validité.
En logique, la validité est la manière dont les prémisses et la conclusion concordent logiquement dans les arguments réussis.

## Validité d'un argument
La forme d'une argumentation déductive est dite valide si et seulement si elle utilise des règles d’inférence par lesquelles il est impossible d’obtenir une conclusion fausse à partir de prémisses vraies.
Un argument est valide si et seulement si la vérité de ses prémisses entraîne celle de sa conclusion. Il serait contradictoire d'affirmer les prémisses et de nier la conclusion. La conclusion est la conséquence nécessaire, d'une part des prémisses, d'autre part de la structure ou de la forme logique de l'argument.
Le syllogisme constitue un exemple d'argument valide (c'est aussi un raisonnement valide et un modus ponens) :
1. Tous les hommes sont mortels ;
2. Socrate est un homme ;
3. Donc Socrate est mortel.

Si les prémisses et la conclusion de l'argument sont vraies, ce n'est pas pour cela qu'il est valide. La condition de sa validité est la nécessité logique de la conclusion découlant des deux prémisses. Un argument peut être formellement ou logiquement valide tout en ayant des prémisses et une conclusion fausse. L'argument suivant possède la même forme logique dite « Barbara » et est également valide, mais possède des prémisses fausses et par conséquent une conclusion tout aussi fausse :
1. Toutes les tasses sont vertes ;
2. Socrate est une tasse ;
3. Donc Socrate est vert.

Peu importe la façon dont l'argument est construit, s'il est valide, il ne saurait avoir de vraies prémisses et une conclusion fausse. L'argument suivant est vrai dans ses prémisses et dans sa conclusion, mais sa forme logique est invalide :
1. Tous les hommes sont mortels ;
2. Socrate est mortel ;
3. Donc, Socrate est un homme.

Dans ce cas, la conclusion ne découle pas nécessairement des prémisses. Tous les hommes sont mortels, mais tous les mortels ne sont pas des hommes. Toute créature vivante est mortelle ; si l'on remplace ici « homme » par « chat » ou « chien », l'invalidité de l'argument (qui reste toujours la même, sa forme logique ne changeant pas) apparaît plus clairement en raison de la fausseté manifeste de la conclusion. Autrement dit, même si les prémisses et la conclusion se trouvent être vraies dans cet exemple, l'argument est invalide.
Afin d'éprouver la validité d'un argument, on examine sa forme logique afin de voir si elle est valide ou non. Plusieurs techniques peuvent être employées pour cela. Descartes, dans son Discours de la méthode, propose de diviser un argument long en plusieurs parties plus simples et plus faciles à comprendre pour l'esprit. Il les compare à des « chaînes », dont l'esprit éprouverait la continuité en vérifiant les maillons un par un. Plus tard, des mathématiciens utiliseront la théorie des ensembles pour représenter sous une forme géométrique les syllogismes : c'est ce à quoi servent les diagrammes de Venn.

## Validité en logique mathématique
En logique mathématique la validité relie la syntaxe à la sémantique.  C'est la propriété d'une proposition d'être interprétée par le « vrai » dans le modèle.  Un système de déduction est correct si toutes les propositions démontrables sont valides.